# Trophée Andros
Die Trophée Andros ist eine französische Eisrennserie, die seit 1990 jeweils über den Jahreswechsel hinweg auf speziell präparierten Eispisten ausgetragen wird. Außer in Frankreich findet ein Wertungslauf in Andorra statt, darüber hinaus trat man sporadisch auch schon in Kanada an.
Die Rennsportserie wurde von Max Mamers, einem ehemaligen Rallycross-Fahrer (Französischer Rallycross-Meister 1982 und 1983 auf Talbot Matra Murena), und seinem Freund Frédéric Gervoson, dem Besitzer der Firma Andros (ein Kompott- und Konfitürenhersteller), 1990 ins Leben gerufen. Ihr erster Lauf wurde am 27. Januar 1990 in Serre Chevalier ausgefahren, nachdem Mamers und Gervoson schon seit 1985 an der Realisierung ihrer Pläne gearbeitet hatten. Weitere Austragungsorte waren neben Serre Chevalier so bekannte Wintersportorte wie Val Thorens, L’Alpe d’Huez, Isola 2000, Lans-en-Vercors, Saint-Dié-des-Vosges und Super Besse.
Gefahren wird mit Silhouettefahrzeugen mit Allradantrieb sowie Allradlenkung und Reifen mit Spikes. Außerdem gibt es weitere Klassen für Elektroautos (seit der Saison 2009/10) und für Motorräder (seit 1997/98). Zudem gab es von 2001/02 bis einschließlich 2009/10 auch eine Klasse für Buggys (Sprint Cars).

## Gesamtsieger

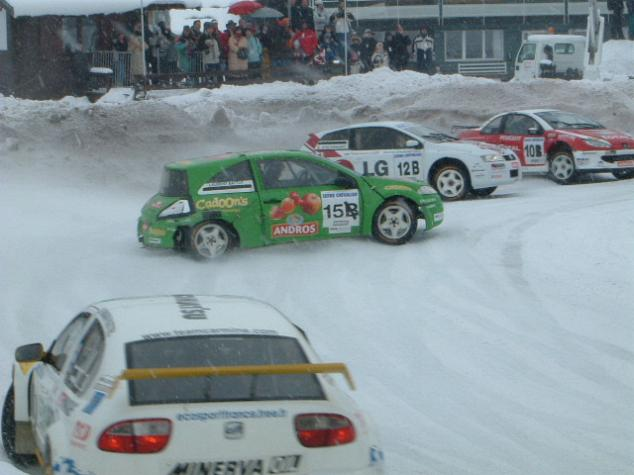
Ein Rennen zur Trophée Andros 2004/2005 in Serre Chevalier

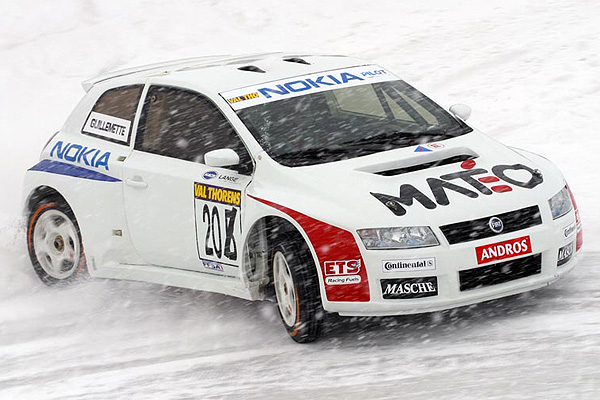
Fiat Stilo mit Allradantrieb und -lenkung bei einem Rennen der Saison 2005/2006

| Jahr      | Fahrer                | Fahrzeug                   |
| --------- | --------------------- | -------------------------- |
| 1990      | Éric Arpin            | Peugeot 205 Turbo 16       |
| 1990/1991 | Maurice Chomat        | Citroën AX Sport           |
| 1991/1992 | Dany Snobeck          | Mercedes-Benz 190 E 2.3-16 |
| 1992/1993 | Dany Snobeck          | Mercedes-Benz 190 E 2.3-16 |
| 1993/1994 | François Chauche      | Mega                       |
| 1994/1995 | François Chatriot     | Opel Astra F               |
| 1995/1996 | Yvan Muller           | BMW 318i Compact           |
| 1996/1997 | Yvan Muller           | BMW 318i Compact           |
| 1997/1998 | Yvan Muller           | Opel Tigra                 |
| 1998/1999 | Yvan Muller           | Opel Tigra                 |
| 1999/2000 | Yvan Muller           | Opel Astra                 |
| 2000/2001 | Yvan Muller           | Opel Astra                 |
| 2001/2002 | Yvan Muller           | Opel Astra                 |
| 2002/2003 | Marcel Tarrès         | Citroën Xsara              |
| 2003/2004 | Yvan Muller           | Kia Rio                    |
| 2004/2005 | Yvan Muller           | Kia Rio                    |
| 2005/2006 | Yvan Muller           | Kia Rio                    |
| 2006/2007 | Alain Prost           | Toyota Auris               |
| 2007/2008 | Alain Prost           | Toyota Auris               |
| 2008/2009 | Jean-Philippe Dayraut | Škoda Fabia II             |
| 2009/2010 | Jean-Philippe Dayraut | Škoda Fabia II             |
| 2010/2011 | Jean-Philippe Dayraut | BMW 1er                    |
| 2011/2012 | Alain Prost           | Dacia Lodgy                |
| 2012/2013 | Jean-Philippe Dayraut | MINI                       |